# Acrocordiopsis
Acrocordiopsis is een geslacht van schimmels uit de familie Melanommataceae. De typesoort is Acrocordiopsis patilii.

## Soorten
Volgens Index Fungorum telt het geslacht twee soorten (peildatum oktober 2023):
| Soortnaam                | Auteur(s)            | Publicatiejaar |
| ------------------------ | -------------------- | -------------- |
| Acrocordiopsis patilii   | Borse & K.D. Hyde    | 1989           |
| Acrocordiopsis sphaerica | Alias & E.B.G. Jones | 1999           |